# 格拉西克里克 (北卡羅萊納州阿什縣)
格拉西克里克（英語：Grassy Creek）是位於美國北卡羅萊納州阿什縣的非建制地區。

## 歷史
格拉西克里克的郵局自1883年營運至今。

## 地理
格拉西克里克所處的海拔為高於海平面809米（即2654英呎），而該地所採用的時區為UTC-5，即北美东部时区（EST）。同時該地設有夏令時間，為UTC-5調快一小時，即UTC-4（EDT）。